# John Wayne Gacy
John Wayne Gacy (17 de març de 1942 - 10 de maig de 1994), conegut també com a «Pogo», «Pogo el Pallasso» o «El pallasso assassí», va ser un assassí en sèrie estatunidenc que va violar i va matar 33 homes joves entre 1972 i 1978. De les seves víctimes, 26 van ser enterrades al semisoterrani de casa, 3 en altres llocs de la casa i 4 van ser llançades a un riu proper. Se'l va batejar El pallasso assassí perquè feia serveis socials en desfilades i festes d'infants vestit de pallasso. Es feia dir Pogo el pallasso, personatge que va crear ell mateix. Va ser executat pels seus crims el maig de 1994.
La seva condemna per trenta-tres assassinats (per una persona) va cobrir la majoria d'homicidis de la història legal dels Estats Units. Gacy va ser condemnat a mort el 13 de març de 1980. En el corredor de la mort al Menard Correctional Center, va passar gran part del seu temps pintant. Va ser executat per injecció letal al Centre Correccional de Stateville el 10 de maig de 1994.
Torturava les seves víctimes de diverses maneres: utilitzant cartes de pòquer enceses amb foc, gotejant cera de vela fosa sobre els seus cossos, ofegant-les repetidament en la seva banyera o col·locant-les en un prestatge casolà. Com a mostra de domini, orinava sobre les seves víctimes. Gacy violaria les seves víctimes abans i després de matar-les, conservant els cossos al llarg d'un dia.

## Primers anys de vida
John Wayne Gacy va néixer a l'Hospital Edgewater de Chicago, Illinois, el 17 de març de 1942, segon fill i fill únic de John Stanley Gacy (20 de juny de 1900 - 25 de desembre de 1969) i Marion Elaine Gacy, de soltera Robison. (4 de maig de 1908 – 14 de desembre de 1989). El seu pare era maquinista de reparació d'automòbils i veterà de la Primera Guerra Mundial, i la seva mare era mestressa de casa. Gacy era d' ascendència polonesa i danesa, i la seva família era catòlica. Els seus avis paterns (que van escriure el nom de la família com "Gatza" o "Gaca") havien emigrat als Estats Units des de Polònia (aleshores formava part de l'estat alemany de Prússia).

### Infància
Gacy estava a prop de la seva mare i les seves dues germanes, però va suportar una relació difícil amb el seu pare, un alcohòlic que abusava físicament de la seva família. El gran Gacy menyspreava sovint el seu fill, titllant-lo de "mut i estúpid" i comparant-lo desfavorablement amb les seves germanes. Un dels primers records de Gacy va ser que el seu pare el va colpejar amb un cinturó de cuir per haver desarranjat accidentalment components d'un motor d'automòbil que havia muntat. La seva mare va intentar protegir el seu fill dels abusos del seu pare, la qual cosa només va donar lloc a acusacions que ell era una " marica " i un " nen de la mare " que ho faria. Malgrat aquest maltractament, però, Gacy encara estimava el seu pare, però va sentir que "mai era prou bo" als ulls del seu pare.
El 1949, el pare de Gacy va ser informat que el seu fill i un altre noi havien estat enxampats acariciant sexualment una noia. El seu pare el va assotar amb una navalla com a càstig. El mateix any, un amic de la família i contractista de vegades molestava Gacy en el seu camió. Gacy mai va dir això al seu pare, per por que el seu pare el culpe.

### Orígens de la carrera
El 1960, als 18 anys, Gacy es va involucrar en la política, treballant com a capità adjunt del recinte d'un candidat del Partit Demòcrata al seu barri. Això va provocar més crítiques per part del seu pare, que va acusar el seu fill de ser un " paca ". Gacy va especular més tard que la seva decisió d'implicar-se en la política va ser en realitat buscar l'acceptació d'altres persones que mai va rebre del seu pare.
El mateix any que va començar la implicació política de Gacy, el seu pare li va comprar un cotxe. Va mantenir el títol del vehicle al seu propi nom fins que Gacy va acabar de pagar-lo. Aquests pagaments mensuals van trigar diversos anys a completar-se. El seu pare confiscaria les claus del vehicle si Gacy no feia el que deia. L'abril de 1962, Gacy va comprar un joc addicional de claus després que el seu pare li confisqués el conjunt original. En resposta, el seu pare va treure la tapa del distribuïdor, mantenint el component durant tres dies. Gacy va recordar que es va sentir "totalment malalt" i "esgotat" després d'aquest incident.

## pel sentenciat
El juliol del 1971 va conèixer un jove, Michael Reed, que va ser contractat per Gacy per a la seva empresa de reformes, a canvi d'allotjament i sexe. Gacy el va colpejar amb un martell al cap i el noi va poder escapar l'endemà.
El 2 de gener de 1972 va recollir un noi de 15 anys, Timothy McCoy. L'endemà el va matar a punyalades al seu propi domicili i el va enterrar sota casa seva, sent el primer assassinat confés de Gacy. Això causava males olors i atreia mosques al seu domicili.
Cap al 1975, Carole Hoff ja sospitava que les contínues absències nocturnes del seu marit no eren per feina, sinó per mantenir relacions sexuals amb adolescents al soterrani de casa seva, encara que no imaginava els crims que allà mateix es cometien. El 29 de juliol de 1975, John Butkovitch, de 16 anys, va ser violat i escanyat, després d'una pausa delictiva de més de tres anys. El posterior divorci de Gacy, el març de 1976, li va permetre tenir més temps i més espai per a les seves activitats delictives, iniciant una dramàtica escalada de crims a un ritme d'un cada tres o quatre setmanes.
El 1977, David Daniel, que llavors tenia 28 anys, va declarar que John Wayne Gacy li va oferir portar-lo a l'estació d'autobusos, però Daniel va refusar. També va dir que Gacy era molt insistent, arribant-li a demanar set vegades i fins i tot oferint-li marihuana. De les dues víctimes que van ser reportades com a "supervivents", Daniel va ser l'únic viu per relatar el procediment de John Wayne Gacy, el qual consistia a lligar-los, torturar-los de diverses formes, sodomitzar-los i finalment escanyar-los.
El juny de 1978 i després d'assassinar Timothy O'Rourke, de 20 anys, va haver d'abandonar el cadàver en una zona fluvial del Riu Illinois, a uns 80 km al sud de Chicago, ja que no hi cabien més cadàvers enterrats a la casa. El cadàver va aparèixer amb roba interior ficada a pressió a la gola. El 12 de novembre va aparèixer un segon cos amb prou feines a 5 km de l'anterior al mateix riu. El cadàver va ser identificat com Frank Landingin, un traficant de poca muntanya i xaper que vivia al carrer. Presentava, com l'anterior, llenceria encaixada a la gola de la víctima.
Cap sospita va recaure a Gacy fins al 12 de desembre del 1978, quan va ser investigat després de la desaparició de l'adolescent de 15 anys Robert Piest, a qui la seva companya de treball va veure per última vegada camí a una entrevista de feina a casa de Gacy. Un escorcoll a casa del John, a Norwood Park, va revelar diversos articles relacionats amb altres desaparicions. Curiosament va ser arrestat dies més tard per tràfic de drogues.
El 22 de desembre de 1978, Gacy va acudir als seus advocats i va confessar els seus crims, fart de la constant vigilància policial. Va arribar fins i tot a dir que eren les seves escortes i convidar-los a casa seva. Va declarar haver assassinat per primera vegada el gener del 1972, quan en clavar el ganivet al cos d'un jove i veure com la sang brollava del cos, va sentir una sensació d'excitació i això va començar a agradar-li. També va confessar haver matat 33 individus i va indicar la ubicació de 29 dels cossos a la policia. Estaven enterrats a la seva propietat. Va arribar fins i tot a presentar a la policia un plànol amb la ubicació exacta dels cadàvers. Per al dia 29 de desembre del 1978, després de 6 dies d'excavacions, la policia ja havia desenterrat 27 cossos. Les altres quatre víctimes, va dir, les havia llançat al proper riu Des Plaines.
Almenys una de les víctimes va ser recollida a l'estació d'autobusos. Els individus més joves només tenien catorze anys i el vint-i-un gran. Set de les víctimes mai no van ser identificades. Els cossos van ser descoberts des de desembre de 1978 fins a abril de 1979, quan l'última víctima coneguda, Robert Piest, va ser trobada al riu Illinois.
El 1998, mentre es feien reparacions a l'estacionament del darrere de la casa de la mare de Gacy, les autoritats van trobar restes d'almenys quatre persones més. 5
El 2010, es va reobrir el cas. Van desenterrar 8 dels cossos que a la data no havien pogut ser identificats i gràcies als avenços tecnològics, es va extreure ADN de les víctimes i es va poder identificar la víctima #19 com William George Bundy. Més tard el 2017, es va aconseguir identificar un altre jove; víctima #24 James Byron Haakenson.
El 2021, es va aconseguir identificar una altra víctima de Gacy, Wayne Alexander. Actualment queden 5 víctimes de John Gacy sense identificar.

### Judici i execució
El 6 de febrer de 1980 va començar el judici de Gacy a Chicago. Durant el judici, es va declarar innocent al·legant problemes d'ordre mental. No obstant això, el seu testimoni va ser rotundament rebutjat, ja que se li van realitzar estudis, donant resultats negatius, és a dir, que no tenia ni patia de problemes mentals. El seu advocat va argumentar que John tenia lapses de bogeria temporal en el moment de cada assassinat, però abans i després recobrava la normalitat per atraure i disposar de les víctimes.
En un moment del judici, la defensa de Gacy va intentar afirmar que els 33 assassinats van ser morts accidentals com a part d'una asfíxia eròtica, però el forense del comtat de Cook va demostrar amb evidència que aquestes afirmacions eren impossibles. A més, Gacy ja havia confessat a la policia i era incapaç de suprimir aquesta evidència.
John Wayne Gacy va ser trobat culpable el 13 de març i va ser sentenciat a diverses cadenes perpètues i diverses penes de mort.
Va ser executat per injecció letal el 10 de maig de 1994. [Les seves últimes paraules, que revelen la seva personalitat i el seu no penediment pels seus crims, van ser: «Matar-me no farà tornar a cap de les víctimes. ¡L'Estat m'està assassinant! Mai no sabran on són els altres! ¡Benin-me el cul!».

## Possibles explicacions
Alguns assenyalen la pobra relació amb el seu pare, alcohòlic i abusador, un trauma al cap i els consegüents desmais de la seva adolescència com a base dels seus actes. També s'especula que la matança de joves era l'expressió subconscient de l'odi a si mateix per la seva homosexualitat. Sovint va declarar que es desinhibia al moment del sexe. De tota manera, les seves víctimes van ser majoritàriament homes heterosexuals i l'atribut comú entre ells era la joventut.
Després de la seva execució, el cervell de Gacy va ser extret. Actualment és propietat de la Dra. Helen Morrison, que va entrevistar John i altres assassins en sèrie en un intent per aïllar els trets comuns en la seva personalitat.
Els advocats de Gacy van contractar un psiquiatre forense perquè examinés el cervell de Gacy després de morir. Els resultats van revelar que no hi havia anormalitats. L'especialista va afirmar que John no encaixava en cap perfil psicològic propi dels assassins en sèrie i que probablement la raó de la seva actuació no se sabrà mai. Durant el judici, la Dra. Morrison va aparèixer com a testimoni psiquiàtric i va declarar que Gacy tenia «l'estructura emocional d'un infant».

## Víctimes
- Edward Lynch (16), violat al juny de 1967.
- Donald Vorhees (15), violació reiterada des d'agost de 1967 fins a abril de 1968.
- Un jove no identificat (18), apunyalat el gener del 1974. També se sap que abans de la seva mort va ser torturat
- Timothy McCoy (16), 2 de gener de 1972.
- John Butkovitch (16), violat i escanyat el 29 de juliol de 1975.
- Mike Rossi (16), violat el 22 de maig de 1976.
- Darrell Samson (18), violat i escanyat el 6 d'abril de 1976.
- Randall Reffett (15), violat, torturat i escanyat el 14 de maig de 1976.
- Samuel Stapleton (14), violat, torturat i escanyat el 14 de maig de 1976.
- Michael Bonnin (17), violat i escanyat el 3 de juny de 1976.
- William "Billy" Carroll (16), violat, torturat i escanyat el 13 de juny de 1976.
- James Haakenson (16), 6 d'agost de 1976.
- Rick Johnston (17), violat i escanyat el 6 d'agost de 1976.
- Michael Marino (14), 24 d'octubre de 1976.
- Kenneth Parker (16), 24 d'octubre de 1976.
- William Bundy (19), 26 d'octubre de 1976.
- Frances Alexander (21), violat, torturat i escanyat el desembre de 1976.
- Gregory Godzik (17), violat, torturat i escanyat l'11 o 12 de desembre de 1976.
- John Szyc (19), violat i escanyat el 20 de gener de 1977.
- Jon Prestidge (20), violat, torturat i escanyat el 15 de març de 1977.
- Matthew Bowman (19), drogat, violat i escanyat el 5 de juliol de 1977.
- Robert Gilroy (18), violat, torturat, copejat i escanyat el 15 de setembre de 1977.
- John Mowery (19), violat, torturat i escanyat el 25 de setembre de 1977.
- Russell Nelson (21), violat i escanyat el 27 d'octubre de 1977.
- Robert Winch (16), violat i escanyat l'11 de novembre de 1977.
- Tommy Boling (20), violat i escanyat el 18 de novembre de 1977 .
- David Talsma (19), violat, torturat i escanyat el 9 de desembre de 1977.
- Robert Donnelly (19), violat i torturat durant diverses hores fins que finalment Gacy es va cansar de fer-ho, desembre de 1977.
- William "Billy" Kindred (19), violat i escanyat el 16 de febrer de 1978.
- Jeffrey Ringall (22), violat, torturat i copejat durant diverses hores fins que finalment Gacy se’n va cansar. Va ser trobat amb vida i semidespullat en un parc el 22 d'abril del 1978. Jeffery va tornar a veure el cotxe del seu torturador un mes més tard i va aconseguir seguir-lo fins al seu domicili, cosa que va resultar fonamental en la investigació.
- Timothy O'Rourke (20), violat, copejat i escanyat entre el 16 i 23 de juny de 1978.
- Frank Wayne "Dale" Landingin (19), violat, torturat i escanyat el 4 de novembre de 1978.
- James Mazzara (21), violat, torturat i asfixiat el 24 de novembre de 1978.
- Robert Piest (15), violat, torturat i escanyat l'11 de desembre de 1978.